# スターダス・21
有限会社スターダス・21Neu（～ノイ）は、日本の芸能事務所。日本芸能マネージメント事業者協会会員。主に俳優、声優のマネージメントを行っている。
また、スターダス・21 養成所および劇団SD21を運営している。

## 所属俳優・声優

### 男性
| あ行 - 池田ヒトシ | か行 - 小玉雄大 | た行 - 谷口一 - 辻本健太 な行 - 中林俊史 - 野坂実 | は行 - 羽田真 - 日野出清 ま行 - 松永英晃 や行 - 山本明寛 わ行 - ワダタワー |

### 女性
| あ行 - 井上カオリ - 上坂都子 - 江間直子 - 小野田由紀子 | か行 - 北夏央里 - 國枝佐和子 - 桑田亜紀 さ行 - 最所美咲 - 清水美輝 - 瀬田ひろ美 | な行 - なりた雛糸 は行 - 平野史子 | ま行 - 松永麻里 - 三橋加奈子（業務提携） や行 - 安永亜季 |

### NEXT
| あ行 - 青木文哉 - 出野たける - 伊藤重弥 - 大澤寿樹 - 大矢巧 - 生田舞 - 石原愛美 - 小木モモ | か行 - 片桐健人 - 小阪威典 - 小松幸翔 - 金田青空 - 久保まり菜 | さ行 - 渋谷実紗子 た行 - 谷口就平 - 玉城海 - 辻本健太 - 千葉津 | な行 - 中山章 - 西村澄音 - 塗岡正哉 - 野末翔太 は行 - 福島秀樹 - 星田りょう - 蜂井玲 - 林めぐみ - 平岩彩花 - 福田けいこ - 福原レミ - 藤井ひかり | ま行 - 松橋ななを - 三石悠月 や行 - 山田悠貴 ら行 - 倫子 わ行 - 渡辺弘人 |

### ナレーター
- 流大介
- 鈴木わたる
- 朱紫みゆき
- 小山りさ

## かつて所属していた主な俳優・声優

### 男性
- 青木崇（現所属：アプトプロ）
- 阿部竜一（現所属：ネクシード）
- 石田泰弘
- 石津康彦
- 石原辰己（現所属：地球儀）
- 磯秀明
- 稲川哲也
- 井上剛（現所属：シグマ・セブン）
- 伊原農（現所属：地球儀、劇団ハイリンド）
- 内田紳一郎（現所属：エンパシィ）
- 浦川拓海（現所属：地球儀）
- 及川ナオキ
- 大髙雄一郎（現所属：地球儀）
- 小沢日出晴（現所属：地球儀）
- 小田桐一（現所属：地球儀）
- 加藤忠可（現所属：地球儀）
- 狩野和馬（現所属：地球儀）
- 鎌田規昭（現所属：地球儀）
- 唐沢龍之介（現所属：地球儀）
- 菊地啓介（現所属：地球儀）
- 木村雅史（現所属：ぷろだくしょんバオバブ）
- 紺野相龍（現所属：地球儀）
- 鯉沼直暉
- 雑賀克郎
- 斉藤康史（現所属：アル・シェア）
- 酒井孝宏（現所属：劇団徒紀の奏・主宰）
- 坂元貞美（現所属：リベルタ）
- 坂本大地
- 佐治和也（現所属：81プロデュース）
- 佐瀬弘幸（現所属：地球儀）
- 佐山裕亮（フリー、ソレモ（業務提携））
- 篠原正明（現所属：劇団ナカゴー）
- 庄司祐之
- 仗桐安（現所属：株式会社エクサプローズPro.）
- 鈴木幸二
- 隅野貞二
- 関川慎二（現所属：リベルタ）
- 谷川俊（現所属：ダブルフォックス）
- 鶴町憲（現所属：地球儀）
- 友松栄（現所属：地球儀）
- 長克巳（現所属：地球儀）
- 中嶋将平（フリー）
- 中谷一博（現所属：インテンション）
- 中西和久（現所属：京楽座・主宰）
- 中村シユン（現所属：地球儀）
- 西岡賢吾
- 西山聡（現所属：地球儀）
- 野口雄介（現所属：地球儀）
- 福井晋（現所属：地球儀）
- 曵地伸之
- 古澤裕介
- 桝谷裕
- 松岡龍平
- 真矢野靖人（現所属：地球儀）
- 宮沢天（現所属：サイアン・インターナショナル）
- 諸岡立身
- 八幡朋昭（現所属：融合事務所）
- 山口孝史
- 山森信太郎（現所属：地球儀）
- 湯沢勉（現所属：地球儀）

### 女性
- 青山桐子（現所属：81プロデュース）
- 秋元紀子（現所属：グッドフェイス・主宰）
- 安藤紫緒
- 石塚奈津美（現所属：地球儀）
- 石村みか（現所属：地球儀）
- 以倉いずみ（退所後死去）
- いしかわひとみ（現所属：ケンユウオフィス）
- 伊藤ゆきえ
- 植松りか（現所属：劇団花鳥風月）
- 内田晴子（現所属：地球儀）
- 内田尋子（現所属：地球儀）
- 枝元萌（現所属：地球儀）
- 大西多摩恵（現所属：エンパシィ）
- 貝原怜奈（現所属：クロコダイル）
- 加藤忍（現所属：グランドスラム）
- 勝平ともこ（現所属：地球儀）
- 川面千晶（現所属： 空）
- かんのひとみ
- 吉祥美玲恵
- 久保寺淳
- 小舘絵梨（現所属：地球儀）
- 真田アサミ（現所属：アミュレート）
- 芝井美香（フリー）
- 杉平真奈美
- 髙梨愛
- 中西悠
- 中村まり子
- 中山玲
- 羽鳥名美子（現所属：地球儀）
- はざまみゆき（現所属：劇団ハイリンド）
- 蓬萊照子（現所属：地球儀）
- 長谷川知子
- 原千果子
- 福寿奈央（現所属：地球儀）
- 福谷真衣
- 細川量代（現所属：ケッケコーポレーション）
- 松井茜（現所属：懸樋プロダクション）
- 森桃子（現所属：地球儀）
- 山下智子
- 山口礼子（現所属：地球儀）
- 山田茉亜紗（現所属：地球儀）
- 涌井とも子（現所属：地球儀）